# 孫紹統
孫紹統，號華屏，陕西西安府華州軍籍，明朝政治人物，同進士出身。

## 生平
万历三十一年（1603年）癸卯舉鄉試，萬曆四十一年（1613年）癸丑科成进士，初知威縣，丁艱，服闋，補河南淅川縣，調繁杞縣，行取，考授户科给事中。歴吏科右给事、工科右給事中、吏科左給事中、禮科都给事，升太常寺少卿。正色立朝，不避奸佞，不樹黨私，舉朝憚之。後擢山東濟寧道右參政，料理兵河，驱逐亡叛，郡邑悉安。尋遷山東按察使，及告病歸里，居鄉數載，事繼母至孝，内外無間言，士林重之。至病卒，盖棺之後，人猶有余慕。 